# Серафим (Силичев)
Архиепи́скоп Серафи́м (в миру Леони́д Кузьми́ч Си́личев; 16 [28] мая 1892, Бирюч, Воронежская губерния — 15 сентября 1937, Саратов) — епископ Русской православной церкви, архиепископ Саратовский.

## Биография
Родился 16 мая 1892 года в городе Бирюч Воронежской губернии в купеческой семье. В раннем детстве уехал с семьёй на рудники в Донбасс.
С 1902 по 1906 годы учился в Новочеркасском духовном училище. С 1906 по 1912 годы окончил Новочеркасскую (Донскую) духовную семинарию. В 1916 году окончил Санкт-Петербургскую (Петроградскую) духовную академию со степенью кандидата богословия.
Летом 1916 года был мобилизован в Царскую Армию, но вскоре по состоянию здоровья (грыжа) был признан негодным к военной службе и от дальнейшего прохождения службы освобождён.
С 1916 до 1919 года Служил преподавателем русского языка и литературы в Екатеринославском епархиальном женском училище. С 1919 года служил преподавателем русского языка и литературы советских Трудовых школах.
23 октября/5 ноября 1921 года в Киевском Златоверхнем Михайловском монастыре пострижен в монашество. 26 октября/8 ноября там же рукоположён во иеродиакона. 29 октября/11 ноября там же рукоположён во иеромонаха. 31 октября/13 ноября возведен в сан архимандрита с назначением настоятелем Свято-Николаевского (Самарского) монастыря Екатеринославской епархии.
7 февраля 1922 года Священный собор епископов Украины вынес определение о бытии архимандрита Серафима епископом Александровским и Павлоградским, викарием Екатеринославской епархии, 10 марта 1922 года наречён во епископа Павлоградского, а 12 марта состоялась епископская хиротония. Кафедра располагалась в Вознесенском соборе Павлограда.
26 мая 1922 года в Екатеринославе был арестован. 22 августа 1922 года постановлением Екатеринославского губернского Ревтрибунала приговорён к расстрелу. Расстрел был заменён на пять лет тюремного заключения. В конце августа 1922 года, находясь под стражей, подписал воззвание о признании «Живой церкви». Несмотря на это, был выслан из пределов Екатеринославской губернии. 24 мая 1924 года освобождён досрочно. В том же году принёс покаяние патриарху Тихону.
12 июня 1924 года определением патриарха Тихона назначен епископом Сызранским, викарием и временным управляющим Симбирской епархией.
25 марта 1925 года определением патриарха Тихона назначен епископом Рыбинским, викарием Ярославской епархии.
15 июня 1926 года определением заместителя патриаршего местоблюстителя митрополита Сергия (Страгородского) назначен епископом Подольским, викарием Московской епархии с поручением управления Богородским, Бронницким, Звенигородским и Орехово-Зуевским викариатствами.
С 28 августа 1926 года — временный управляющий Московской епархией.
С 30 июня 1927 года — епископ Азовский, викарий Ростовской епархии.
6 июля 1927 года определением митрополита Сергия (Страгородского) и Временного патриаршего Священного синода при нём был назначен управляющим Ростовской [на-Дону] епархией.
27 октября 1927 года определением митрополита Сергия и Синода назначен епископом Ростовским и Таганрогским.
24 апреля 1929 года возведён в сан архиепископа.
Арестован в конце 1931 года по обвинению в том, что «являлся участником церковно-монархической нелегальной группы, распространял провокационные слухи». 5 января 1932 года приговорён к трём годам концлагерей с конфискацией имущества.
3 мая 1934 года назначен архиепископом Свердловским. Назначение не принял. Проживал в Ногинске Московской области.
В 1934 году поддержал возведение заместителя патриаршего местоблюстителя митрополита Сергия (Страгородского) в достоинство митрополита Московского и Коломенского.
30 сентября 1935 года назначен архиепископом Саратовским.
28 марта 1936 года арестован. 22 августа 1936 года постановлением Специальной коллегии Саратовского краевого суда приговорён к семи годам исправительно-трудовых лагерей с последующим пятилетним поражением в правах. Этапирован в Ахпунское отделение Сиблага. 7 сентября 1937 года постановлением Тройки УНКВД СССР по Западно-Сибирскому краю приговорён к расстрелу. Расстрелян 15 сентября 1937 года в Саратове. Реабилитирован в 1989 и 1993 годах.